# Dicastère pour les laïcs, la famille et la vie
Le dicastère pour les laïcs, la famille et la vie est un organe de la curie romaine créé par le pape François en 2016 en remplacement des conseils pontificaux pour les laïcs et pour la famille. L'académie pontificale pour la vie lui est également liée.

## Historique
Le dicastère est créé le 15 août 2016 par le motu proprio du pape François Sedula Mater,.
Les statuts du dicastère, confirmés par ce motu proprio, avaient été publiés ad experimentum le 4 juin précédent,.
La création de ce nouveau dicastère fait suite au travail mené depuis l'élection de François par le conseil des cardinaux ou C9 sur l'organisation de la curie romaine. L'idée d'un rapprochement des instances responsables des laïcs, de la famille et de la vie apparaissait de manière explicite dans les comptes-rendus de ce conseil depuis décembre 2014.
Après l'instauration de ce nouveau dicastère, les conseils pontificaux pour les laïcs et pour la famille sont supprimés au 1er septembre 2016. En revanche l'académie pontificale pour la vie est maintenue en lien avec ce nouveau dicastère.
Le 8 mai 2018 sont publiés de nouveaux statuts pour ce dicastère. Ces statuts ne mentionnent plus trois sections distinctes pour les laïcs, la famille et la vie. Ils rappellent que le dicastère doit travailler dans un esprit de « collégialité, synodalité et subsidiarité ». Ils portent une attention particulière sur les jeunes et sur « la relation homme-femme, leur spécificité, réciprocité et complémentarité, ainsi que leur égale dignité ». Ils mentionnent explicitement l'organisation des Journées mondiales de la jeunesse et des Rencontres mondiales des familles.

## Compétences
Les compétences générales du dicastère sont définies à l'article premier de ses statuts: « le dicastère est compétent, dans les domaines qui relèvent du Siège Apostolique, pour la promotion de la vie et de l'apostolat des fidèles laïcs, pour le soin pastoral de la famille et de sa mission, selon le dessein de Dieu et pour la tutelle et le soutien de la vie humaine. ».

## Organisation
L'organisation du dicastère est définie dans les articles 2 et 3 de ses statuts . Il ne s'agit ni d'une congrégation en dépit du fait que le dicastère est présidé par un préfet, ni d'un conseil pontifical bien qu'il reprenne les compétences précédemment dévolues à deux conseils pontificaux.
Le dicastère est organisé en trois sections, ayant respectivement pour domaine de compétences les laïcs, la famille et la vie.
Le dicastère est présidé par un préfet issu du corps épiscopal. Il est assisté d'un secrétaire qui peut être un clerc ou un laïc et de trois sous-secrétaires, tous laïcs, présidant chacun l'une des sections du dicastère. Il est doté d'un certain nombre d'officials, c'est-à-dire de fonctionnaires, qui peuvent être des laïcs ou des clercs. Il dispose aussi de consulteurs, c'est-à-dire d'experts appelés à fournir un avis éclairé sur des points précis.
Les statuts précisent que ses membres doivent être issus du clergé mais également des fidèles laïcs, hommes et femmes, célibataires ou mariés, engagés dans divers champs d’activité et venant des quatre coins du monde, afin de respecter le caractère universel de l’Église.
L'académie pontificale pour la vie est liée à se dicastère, de même que l'Institut pontifical Jean-Paul II pour les études sur le mariage et la famille.

## Responsables

### Préfets
- Kevin Farrell ( États-Unis), depuis le 15 août 2016

### Secrétaires
- Dr Gleison De Paula Souza ( Brésil), depuis le 17 novembre 2022

### Sous-secrétaires
- Linda Ghisoni, depuis le 7 novembre 2017[7]
- Gabriella Gambino, depuis le 7 novembre 2017[7]